# Younger (single)
Younger is de debuutsingle van de Zweedse zangeres Seinabo Sey uit 2013. Het stond in 2015 als eerste track op het album Pretend. Het vergaarde succes door een remix van de Zweedse dj Kygo in 2014. Deze versie was als vijftiende track op het album Pretend te vinden.

## Achtergrond
Younger is geschreven door Salem Al Fakir, Magnus Lidehäll, Vincent Pontare en Seinabo Sey en geproduceerd door Magnus Lidehäll. Het nummer gaat over ouder worden en hoe je verandert. De zangeres schreef het lied toen zij in een existentiële crisis zat. Het nummer was oorspronkelijk een soultrack met electropop gedeelten, maar nadat Kygo het lied had geremixt, zat het meer in het genre tropical house.

## Hitnoteringen[1]
Het lied was vooral in Europa succesvol. De hoogste notering was de eerste positie in Noorwegen. Dit was ook gelijk de enige top tien notering van het nummer. Opvallend was de notering in Zweden. Hier kwam het tot de veertiende positie, maar was het maar liefst 68 weken in de hitlijst te vinden. In Nederland waren de hoogste posities de 24e plek in de Top 40 en de 25e plek in de Single Top 100. In België reikte het tot de 32e plaats in de Vlaamse hitlijst en de 44e positie van de Waalse hitlijst. 